# Eduard Schnitzer

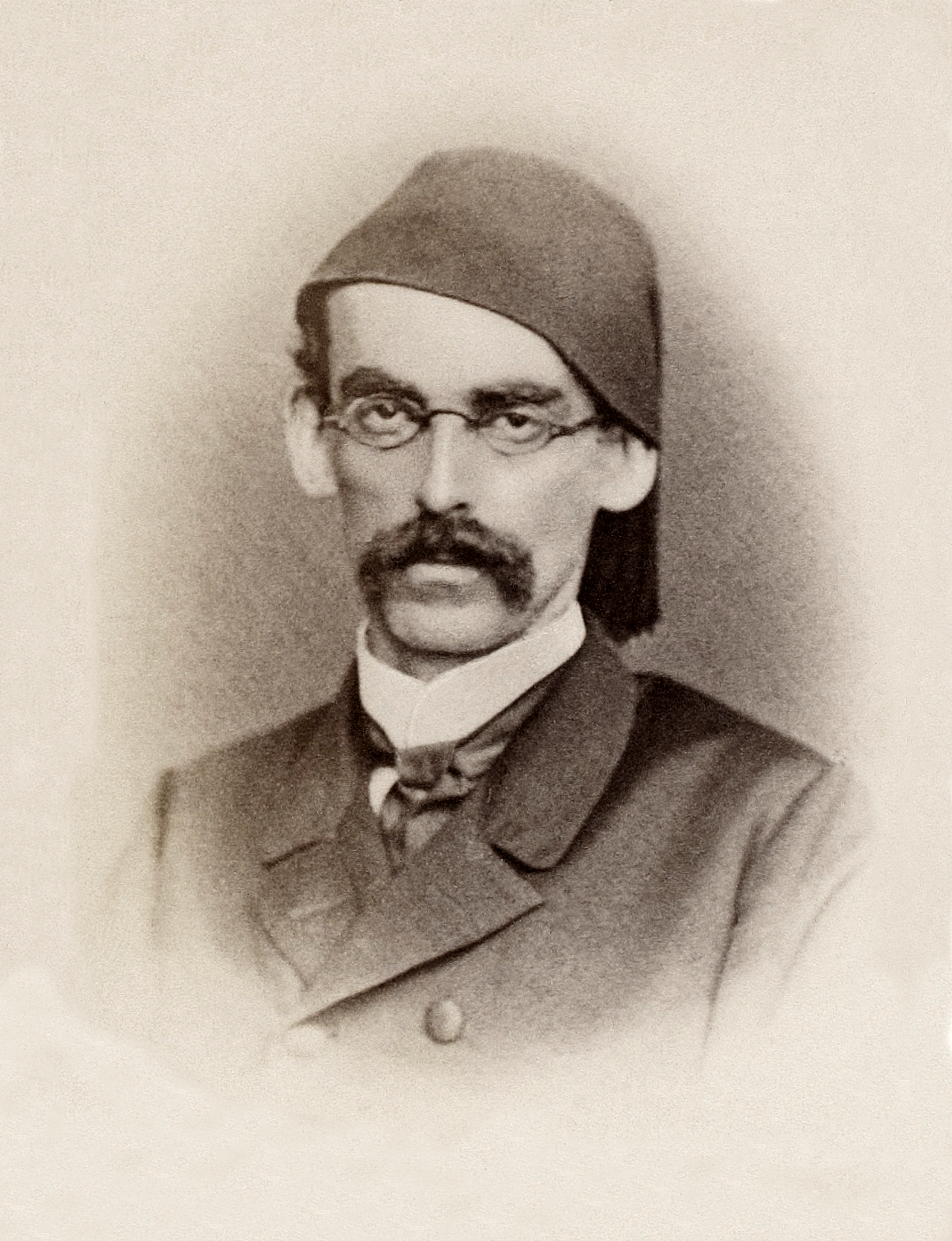
Eduard Schnitzer alias Emin Pasha

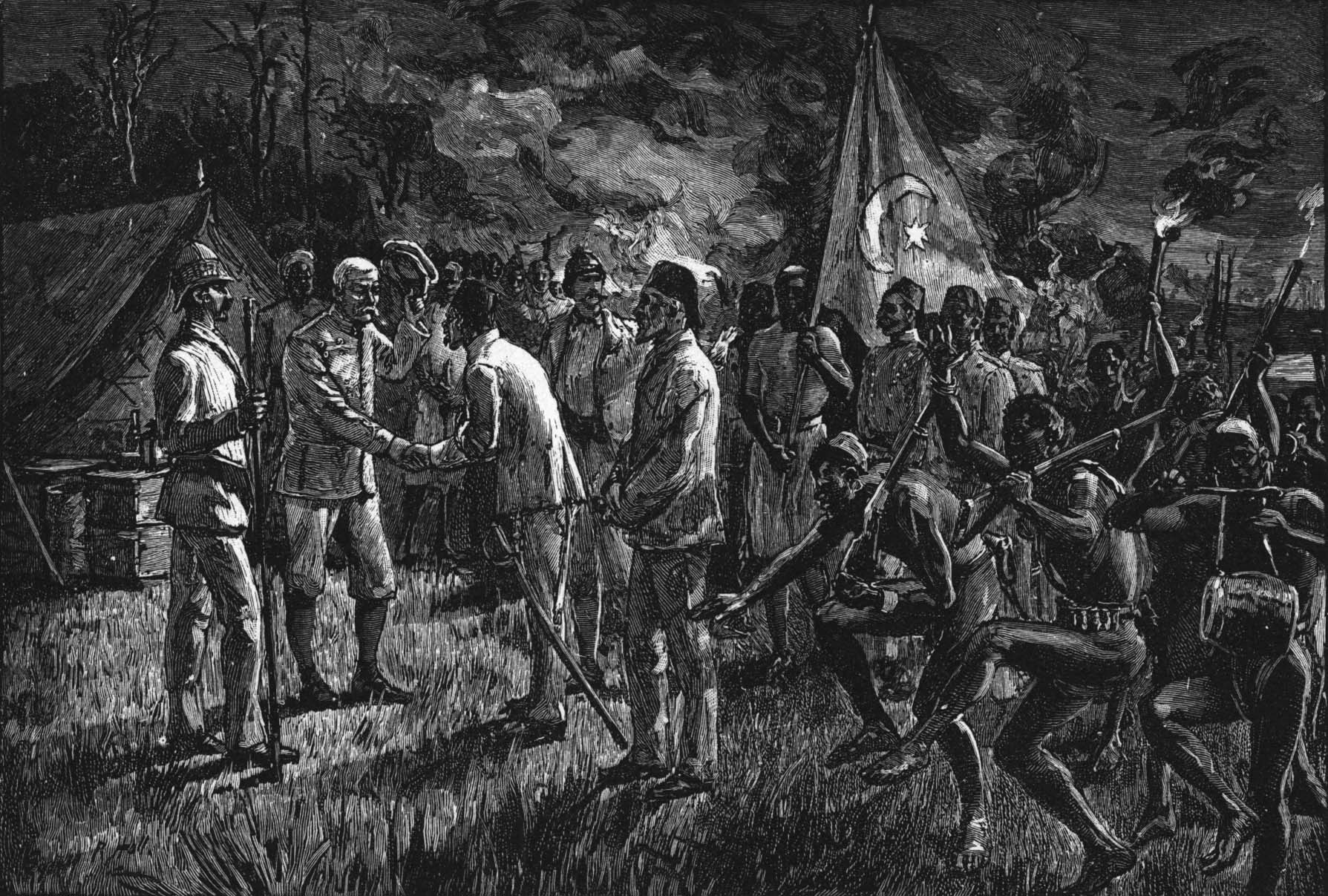
Ontmoeting tussen Stanley en Emin Pasha op 29 april 1888

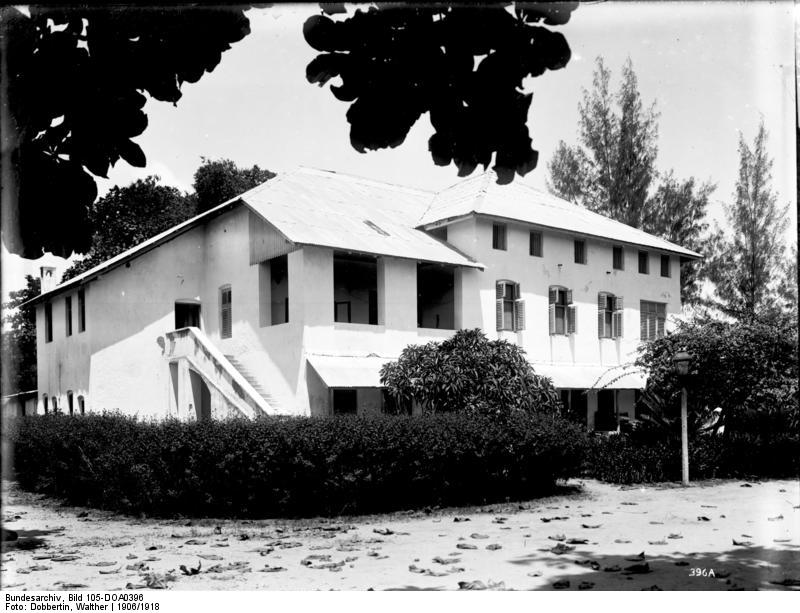
Liku House in Bagamoyo

Eduard Schnitzer (Opole, 28 maart 1840 - Kinena, 23 oktober 1892) was een Duitse militaire arts, ontdekkingsreiziger en Egyptisch gouverneur in Centraal-Afrika die de naam Mehmed Emin aannam, naar wordt aangenomen na een bekering tot de islam. Hij is vooral bekend onder de naam Emin Pasha.
Schnitzer was in dienst van de Osmaans-Egyptische regering en werd in 1878 als gouverneur van de provincie Equatoria aangesteld. Hij kreeg de eretitel 'pasja' vanwege zijn ijver voor de gezondheid van de lokale bevolking. Hij bracht de door slavenraids uiteengejaagde bevolking samen in nieuwe nederzettingen en verbeterde de wegen. Tijdens zijn aanstelling wist hij een verlieslijdende provincie om te zetten in een winstgevende. Door de Mahdi-opstand in Soedan werd hij in 1885 gedwongen zijn residentie te verhuizen van Gondokoro naar Wadelai vlak bij het Albertmeer aan de Witte Nijl. Zijn normale verbindingsroute over de Nijl naar Caïro was afgesneden en via Oost-Afrika bereikte het nieuws van zijn belegering Engeland.

## De "Emin Pasha Relief Expedition"

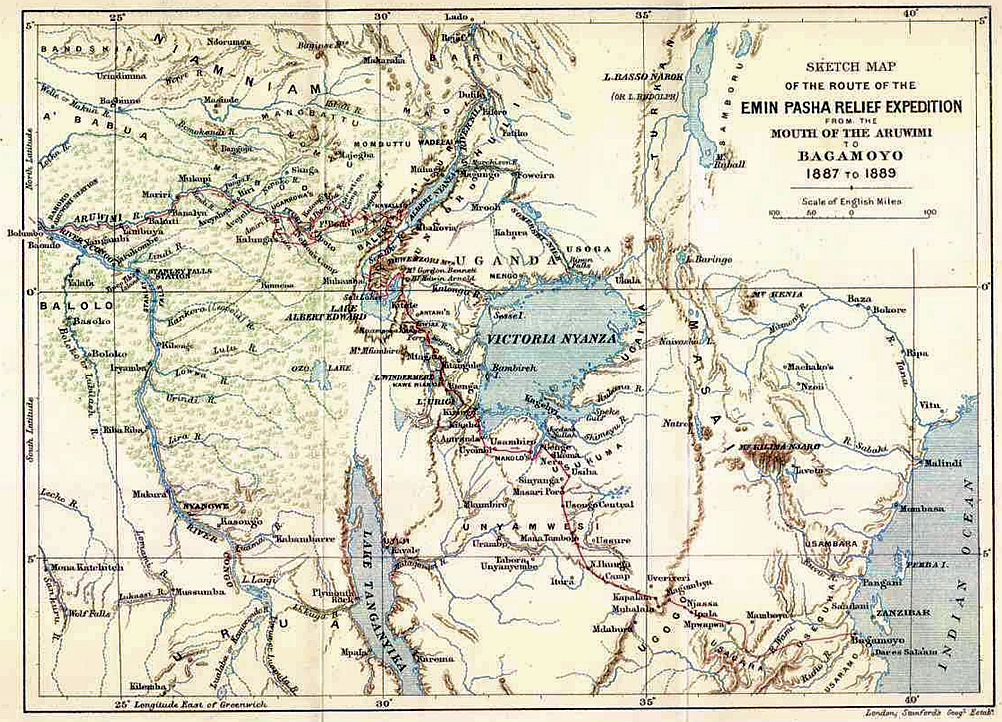
De expeditieroute van de bovenloop van de rivier de Kongo naar Bagamoyo

De Engelsen vatten het plan op hem te gaan redden, en onder leiding van Henry Morton Stanley werd in januari 1887 een expeditie op touw gezet die de moeilijke route via de rivier de Kongo en het regenwoud koos, in plaats van de kortere route via de hoogvlakte van Duits Oost-Afrika. Stanley was in dienst van de Belgische koning die zo ook een verkenningsexpeditie in zijn eigen kolonie meefinancierde. De expeditie leed zeer grote verliezen, twee derde van de groep kwam om. Toen Schnitzer werd 'gered' op 27 april 1888 was hij eigenlijk helemaal niet blij, hij wilde liever gewoon in Equatoria blijven. Uiteindelijk heeft hij toch zijn spullen achtergelaten en is hij met Stanley op weg naar Zanzibar gegaan. Op de reis richting Zanzibar hebben beide vorsers het Edwardmeer en het Ruwenzorigebergte ontdekt.
Aangekomen aan de kust in Bagamoyo, waar de boot naar Zanzibar vertrekt, werd Schnitzer ontvangen door majoor Hermann von Wissmann die de leiding had van het Duitse garnizoen. Tijdens de ontvangst op 4 december 1889 – in wat nu Liku House heet – zag hij een raam op de eerste verdieping aan voor een balkondeur en viel naar beneden, waarbij hij een zware hersenschudding opliep. Schnitzer moest gedwongen in Bagamoyo blijven om te genezen en Stanley maakte met lege handen de oversteek naar Zanzibar. Tijdens het genezingsproces wist Wissmann Schnitzer te overreden om in Duitse dienst te treden. Duitsland was er sterk op gevlast om Equatoria en Oeganda in de Duitse invloedssfeer te brengen en de komst van Schnitzer op een presenteerblaadje was een onverwachte meevaller.
Schnitzer startte op 26 april 1890 een expeditie naar Oeganda, maar al kort na het begin van zijn reis werd op 1 juli 1890 het Zanzibarverdrag tussen Duitsland en Groot-Brittannië getekend. In dit verdrag werden delen van de Duitse invloedssfeer in Afrika omgeruild tegen Helgoland en kwamen Equatoria, Oeganda en Zanzibar onder Brits gezag. Schnitzer zette ondanks zijn slechte gezondheid zijn ontdekkingsreis voort, maar werd in 1892, op reis in Oeganda, vermoord door slavenhandelaren onder bevel van Kibonge te Kirundu die hiervoor op 1 januari 1895 werd gefusilleerd.